# Площадь Ференца Деака

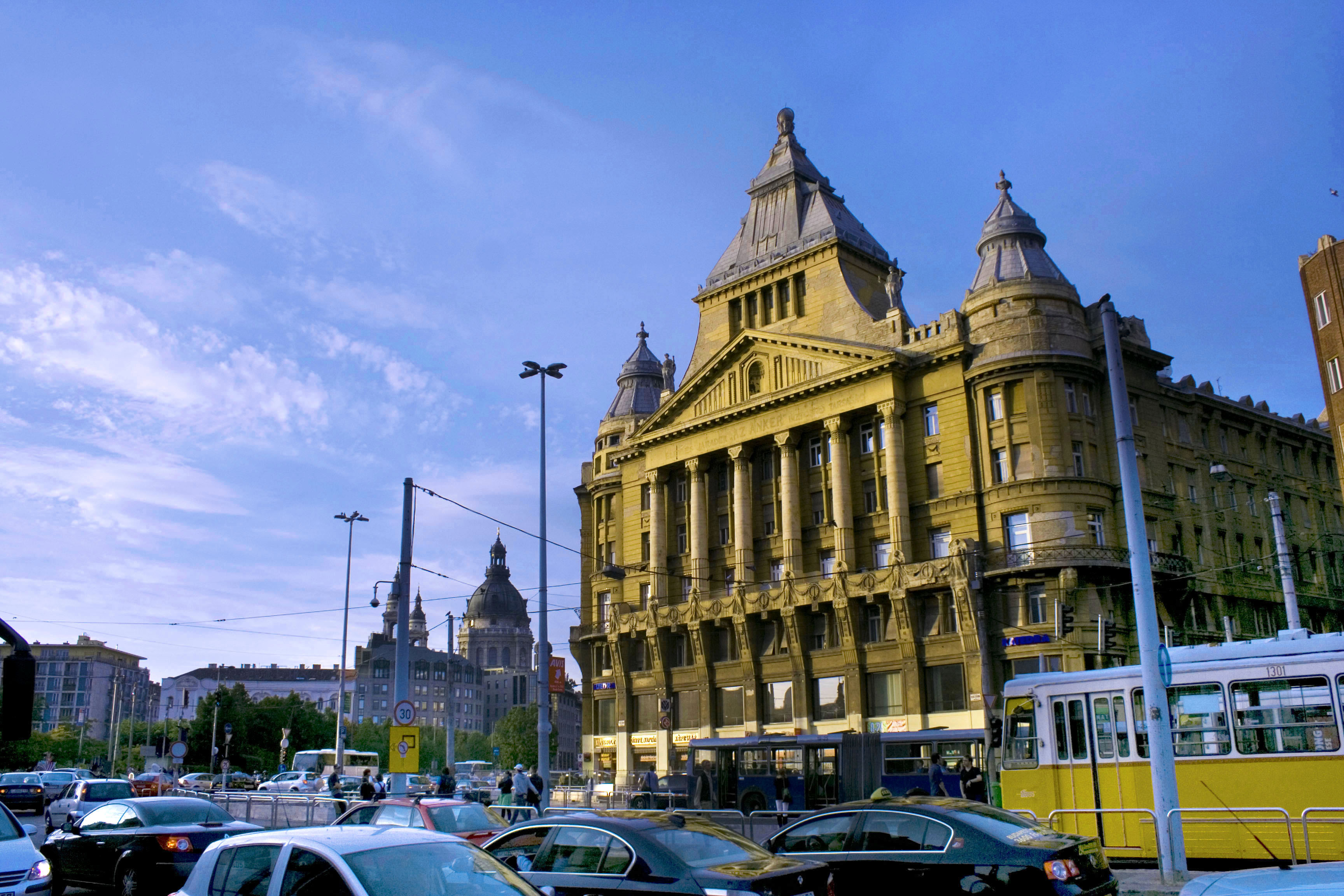

Площадь Ференца Деака (венг. Deák Ferenc tér) — площадь и транспортный узел в Будапеште, названный в честь венгерского политика Ференца Деака. Бульвар Карой (венг. Károly körút), проспект Байчи-Жилински (венг. Bajcsy-Zsilinszky út), улица Кирай (венг. Király utca), улица Деака Ференца (венг. Deák Ferenc utca), и улица Харминкад (венг. Harmincad utca) находятся здесь. Рядом с площадью находится одноимённая пересадочная станция метро.
Трамвайные линии 47 и 49 также берут свое начало от площади, а также несколько автобусных линий. Алкогольные напитки продаются на травянистой территории, и обычно Площадь Ференца Деака заселяется до полуночи.
Площадь Деака упоминается в «Ending Theme», песне шведской прогрессив-метал группы «Pain of Salvation».

## Галерея

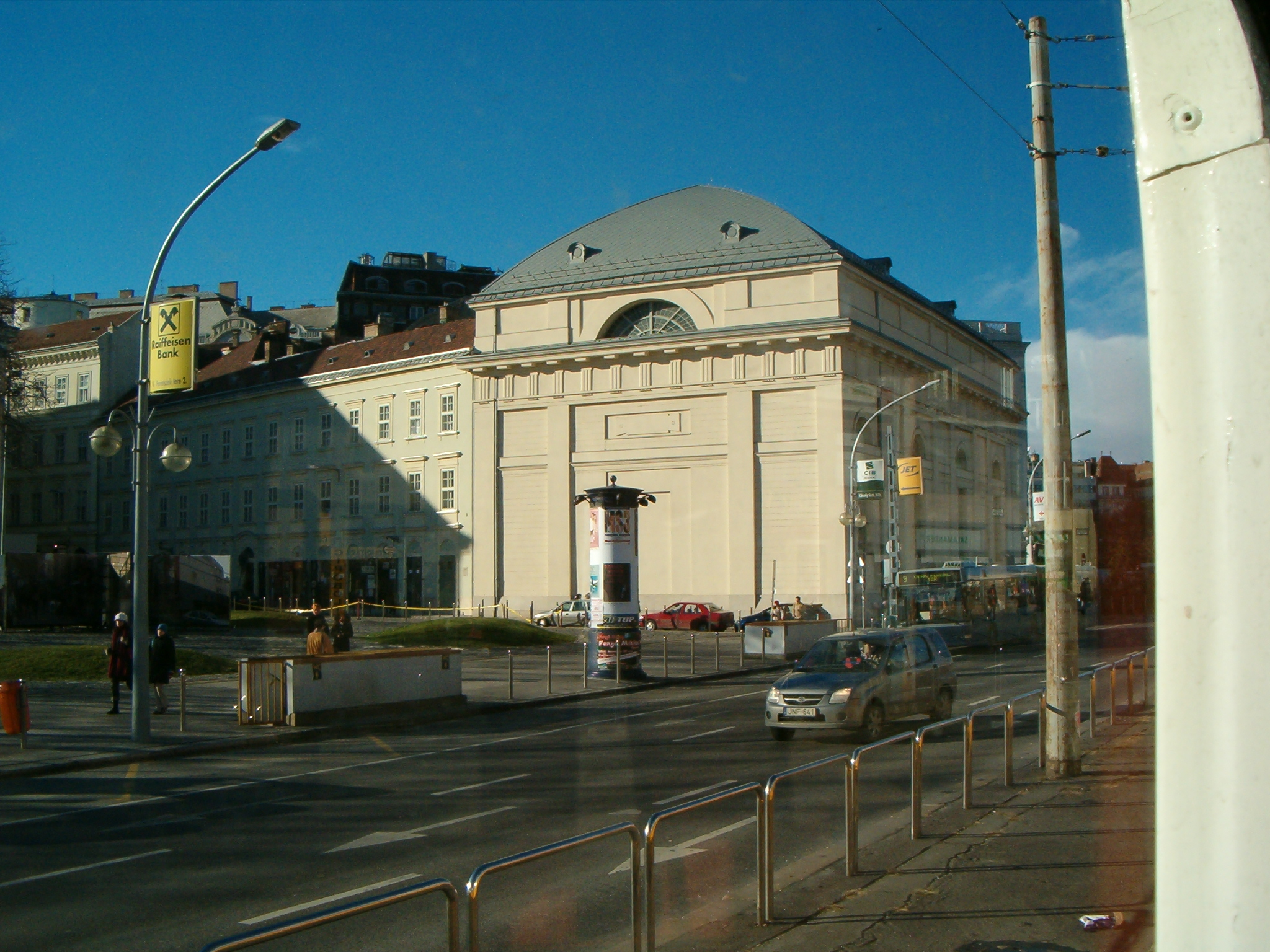
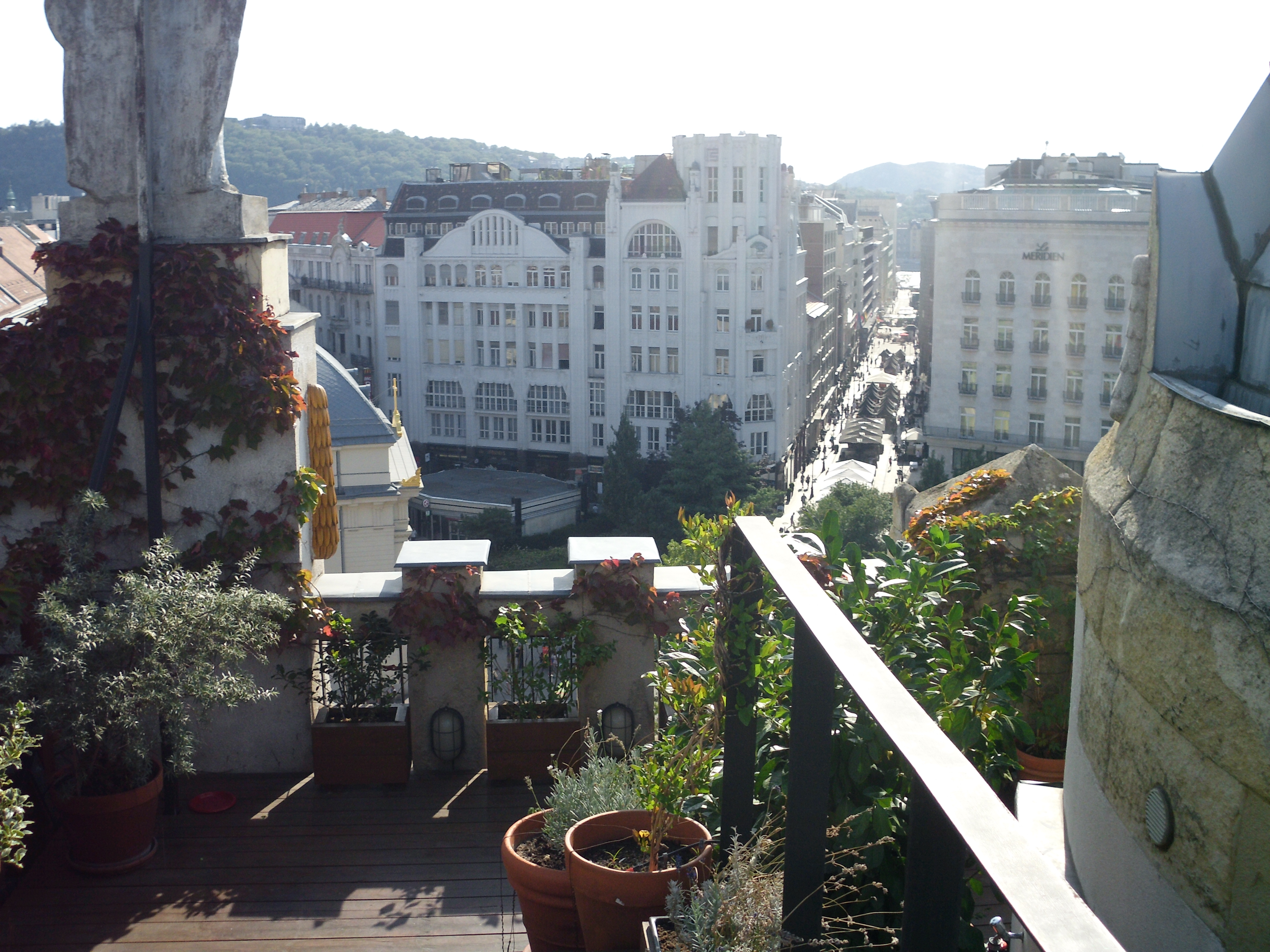
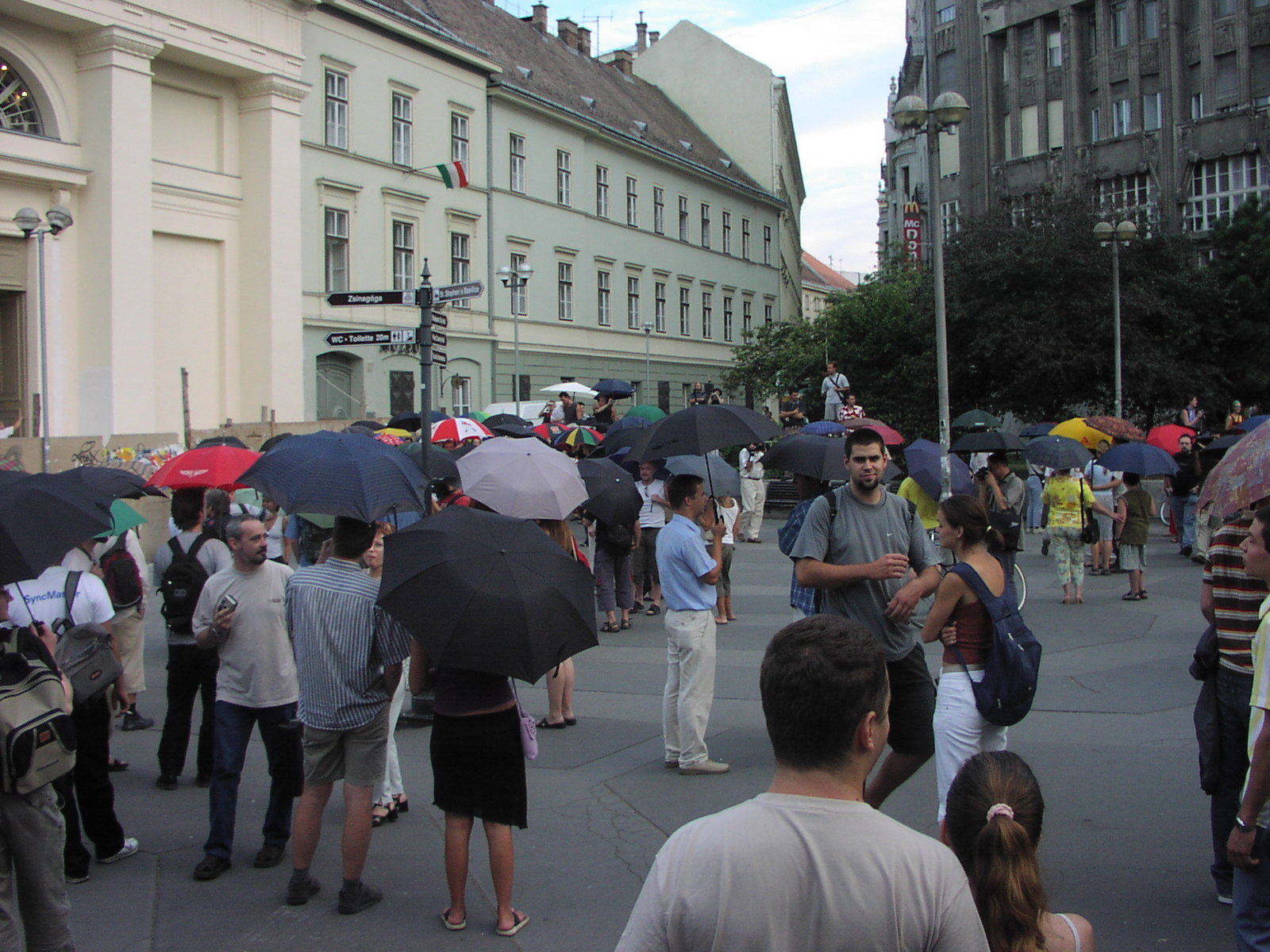
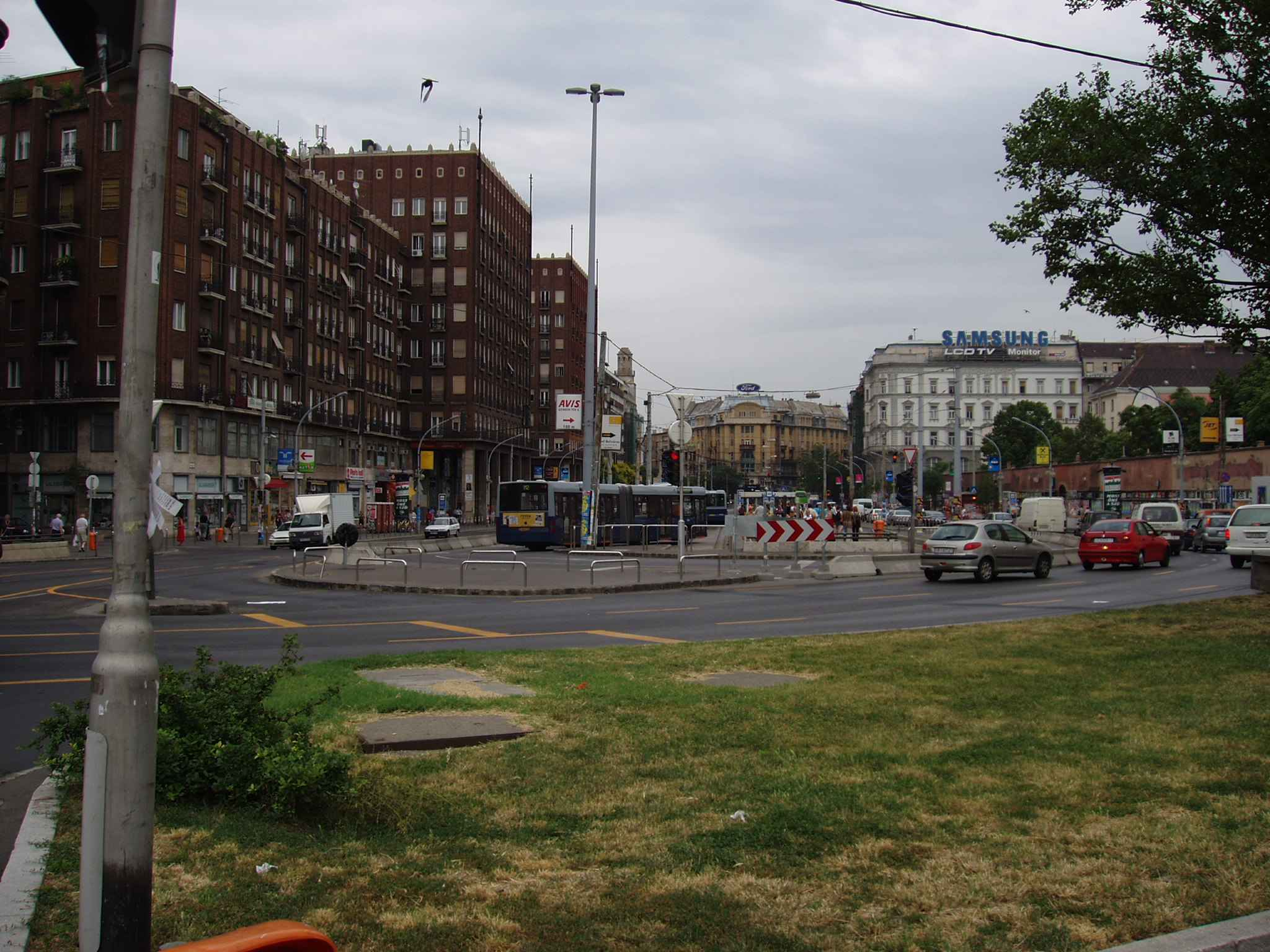
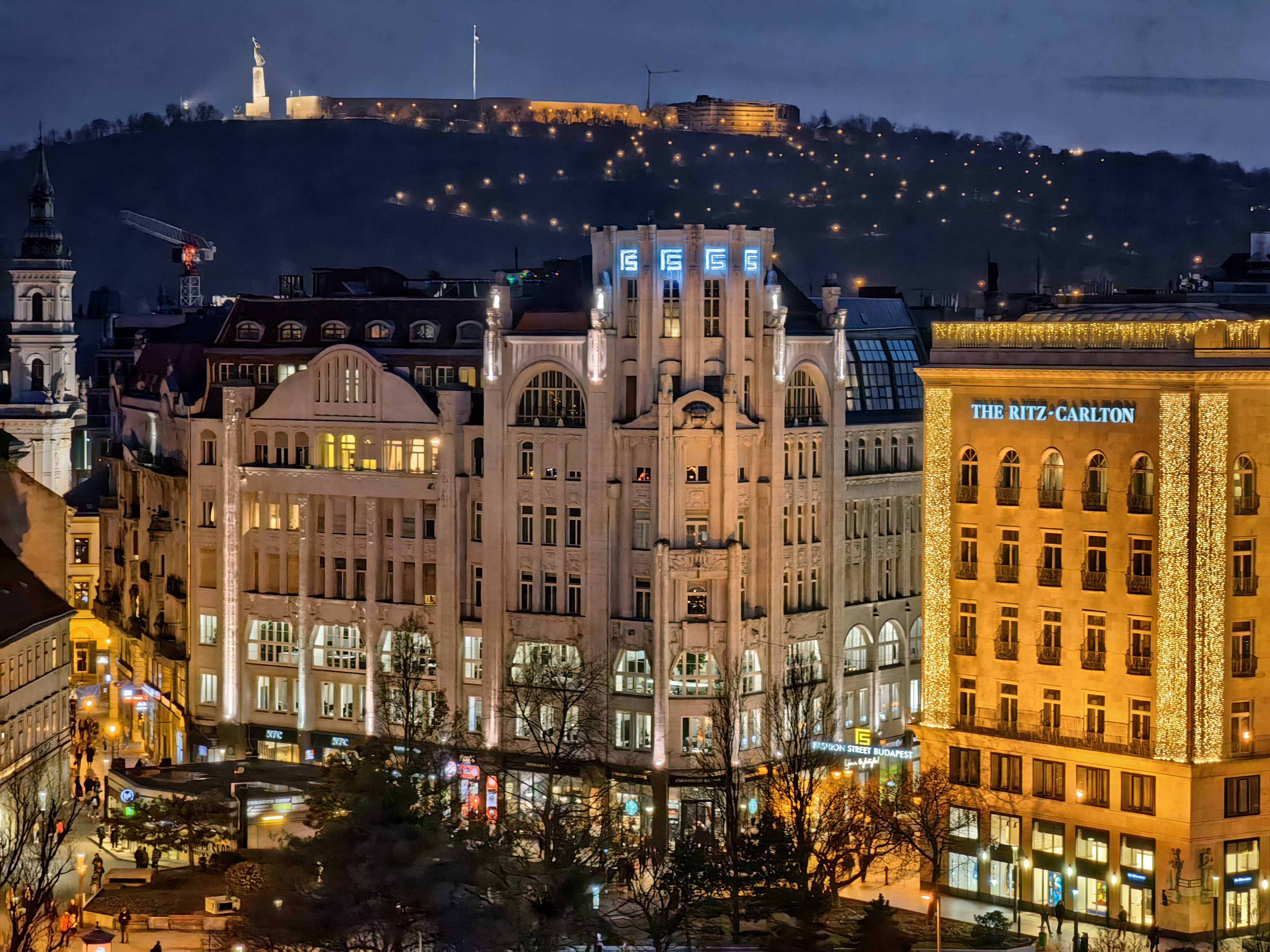